# Bacteria oxidante de hidrógeno

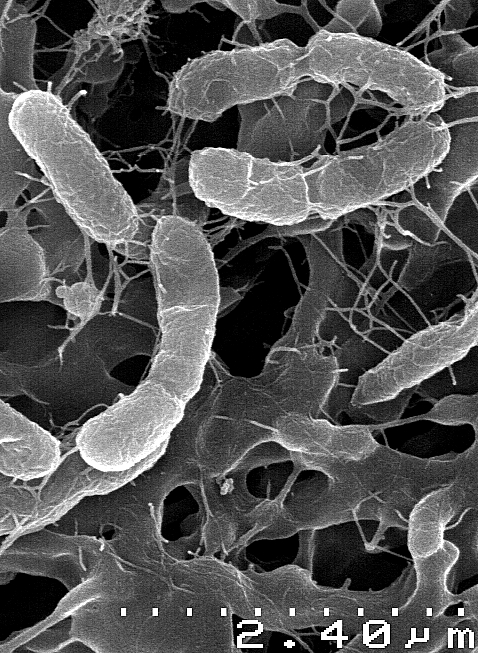
Venenibrio.

Las bacterias oxidantes de hidrógeno son un grupo de bacterias autótrofas facultativas que pueden usar hidrógeno como donante de electrones.
Se pueden dividir en aerobios y anaerobios. Los primeros usan hidrógeno como donador de electrones y oxígeno como aceptor, mientras que los segundos usan sulfato o dióxido de nitrógeno como aceptores de electrones. Algunas especies de ambos tipos de bacterias se han aislado en diferentes ambientes, por ejemplo, en aguas dulces, sedimentos, suelos, lodos activos, aguas termales, respiraderos hidrotermales y aguas de filtración.
Estos organismos son capaces de aprovechar las propiedades especiales del hidrógeno molecular (por ejemplo, potencial redox y coeficiente de difusión) gracias a la presencia de hidrogenasas. Las bacterias aerobias oxidantes de hidrógeno son autótrofas facultativas, pero también pueden tener un crecimiento mixotrófico o completamente heterótrofo. La mayoría de ellos muestran un mayor crecimiento sobre sustratos orgánicos. El uso de hidrógeno como donante de electrones unido a la capacidad de sintetizar materia orgánica, a través de la asimilación reductora de CO2, caracterizan a las bacterias oxidantes de hidrógeno. Entre los géneros más representados de estas bacterias se encuentran: Caminibacter, Aquifex, Ralstonia, Paracoccus y Venenivibrio.